# Vlag van Lievegem
De vlag van Lievegem werd door de gemeenteraad op 16 december 2020 officieel vastgesteld als de gemeentelijke vlag van de Oost-Vlaamse gemeente Lievegem. Op 12 februari 2021 werd hij door het ministerieel besluit bevestigd en uiteindelijk gepubliceerd op 29 maart 2021 in het officiële Belgisch Staatsblad.
Officieel wordt de vlag beschreven als:
Vier even hoge banen van wit en van groen, waarvan de derde baan golvend is.
De vlag is volledig gebaseerd op het gemeentewapen en ziet er dus helemaal hetzelfde uit.

## Symboliek
De vlag is opgebouwd uit twee voorname elementen, die de bestaande dorpskarakters en identiteiten best verwijzen:
- Natuurlijk element - wekt de suggestie op van het kanaal De Lieve;
- Landschappelijk element - suggereert het typerende landschap langs de Hoge Lieve.

In de vlag is een horizontale en golvende baan zichtbaar: deze dwarsbalk wekt de suggestie van een kanaal op, een duidelijke referentie aan de Lieve die als het ware door het landschap snijdt. Dit landschap is gesuggereerd door het canvas van de vlag, die de Lieve begrenst of er als het ware bovenuit torent. Op de vlak draagt de compositie met de samenstellende vormen dus een concrete betekenis.